# Dmytriwka (hromada Berezanka)
Dmytriwka (ukr. Дмитрівка) – wieś na Ukrainie, w obwodzie mikołajowskim, w rejonie mikołajowskim, w hromadzie Berezanka. W 2001 liczyła 521 mieszkańców.